# Aaron Nimzowitsch
Aaron Isajevic Nimzowitsch (in lettone: Ārons Nimcovičs, in russo: Аро́н Иса́евич Нимцо́вич; Riga, 7 novembre 1886 – Copenaghen, 16 marzo 1935) è stato uno scacchista e scrittore lettone naturalizzato danese, uno dei massimi innovatori della teoria del gioco dei primi anni del XX secolo.
Nimzowitsch (insieme ad altri celebri giocatori quali Savelij Tartakover e Richard Réti) fu esponente di spicco della scuola ipermoderna, che si proponeva di superare le rigide convenzioni del "classicismo" scacchistico allora imperante. Notevoli, a questo proposito, le sue polemiche con Siegbert Tarrasch, esponente del "classicismo" e dogmatico praeceptor Germaniae. La più famosa opera di Nimzowitsch fu anche il libro-manifesto dell'ipermodernismo: Il mio sistema (1925). Suoi anche alcuni libri sui tornei di Bad Kissingen, Karlovy Vary e Leningrado.
Negli scacchi l'apporto del pensiero di Nimzowitsch fu enorme dal punto di vista teorico: basti pensare che sono tuttora ritenuti fondamentali molti dei principi sul gioco di posizione da lui trattati ne Il mio sistema. Oltre a dare il nome a un'importante apertura conosciuta nella teoria scacchistica come la difesa nimzo-indiana e a una difesa dell'apertura di re, la difesa Nimzowitsch, è importante ricordare che fu lo stesso Nimzowitsch a proporre alcune delle aperture oggi più usate (per esempio la già citata nimzo-indiana, giocata per la prima volta nel 1914, e la difesa ovest-indiana, sempre del 1914).
Aaron Nimzowitsch avrebbe certamente meritato il titolo di Grande maestro internazionale, ma la Federazione Internazionale degli Scacchi nel 1950, quando decise di riconoscere questo titolo a tutti i giocatori di alto livello del periodo compreso tra il 1900 e il 1950, stabilì anche di non assegnare titoli post mortem.

## Biografia
Nimzowitsch nacque all'interno dell'Impero russo con il nome di Aaron Isaevič Niemzowič, da una famiglia lettone di origine ebraica. Si vide cambiare il nome, traslitterato alla maniera tedesca, nel concitato periodo che in Russia segnò gli anni successivi alla prima guerra mondiale, quando migrò dalla nativa Lettonia verso la Germania prima e la Danimarca poi.

## Carriera
(Aaron Nimzowitsch')
L'apice della sua carriera fu la vittoria nel torneo internazionale di Karlovy Vary nel 1929, che lo pose al livello dei maggiori campioni dell'epoca. Vinse precedendo José Raúl Capablanca e Rudolf Spielmann di mezzo punto e Akiba Rubinstein di 1,5 punti.
| Torneo                     | Città                            | Posizione           | Classifica                                                       |
| 1904                       | 1904                             | 1904                | 1904                                                             |
| -------------------------- | -------------------------------- | ------------------- | ---------------------------------------------------------------- |
| Torneo di Coburg           | Coburgo                          | quinto              | vincono Neumann e Vidmar con 13,5. Nimzowitsch 10,5              |
| 1905                       |                                  |                     |                                                                  |
| Torneo dei Campioni        | Vienna                           | sesto               | vince Schlechter con 13. Nimzowitsch 8                           |
| Torneo di Barmen           | Barmen                           | quattordicesimo     | vince Fleischmann con 13. Nimzowitsch 6                          |
| 1906                       |                                  |                     |                                                                  |
| Monaco                     | Monaco                           | primo               | 1º posto Nimzowitsch con 8,5                                     |
| 1907                       |                                  |                     |                                                                  |
|                            | Ostenda                          | terzo-quarto        | vincono Bernstein e Rubinstein con 19,5. Mieses e Nimzowitsch 19 |
|                            | Karlsbad                         | quarto              | vince Rubinstein con 15. Nimzowitsch e Schlechter 12,5           |
| 1908                       |                                  |                     |                                                                  |
| Match con Rudolf Spielmann | Monaco                           | (+1 –4 =1)          | perso                                                            |
| 1910                       |                                  |                     |                                                                  |
|                            | Amburgo                          | terzo               | vince Schlechter 11,5. Nimzowitsch 10,5                          |
| 1911                       |                                  |                     |                                                                  |
|                            | San Sebastián                    | quarto              | vince Capablanca con 9,5. Nimzowitsch, Schlechter e Tarrasch 7,5 |
| 1912                       |                                  |                     |                                                                  |
|                            | Torneo di San Sebastián          | secondo             | vince Rubinstein con 12,5. Nimzowitsch e Spielmann 12            |
|                            | Vilnius                          | quarto              | vince Rubistein 12. Nimzowitsch, 10,5,                           |
| 1914                       |                                  |                     |                                                                  |
| Campionato russo           | Pietroburgo                      | primo a pari merito | vincono Alechin e Nimzowitsch con 13,5                           |
| Torneo                     | Pietroburgo                      | ottavo              | vince Emanuel Lasker con 13,5. Nimzowitsch 4                     |
| 1920                       |                                  |                     |                                                                  |
|                            | Göteborg                         | settimo             | vince Réti con 9,5. Nimzowitsch e Spielmann 4,5                  |
| 1923                       |                                  |                     |                                                                  |
|                            | Copenaghen                       | primo               | 1º posto Nimzowitsch 8                                           |
|                            | Karlovy Vary                     | quarto              | vincono Alechin, Bogoljubov e Maróczy con 11,5. Nimzowitsch 10   |
| 1924                       |                                  |                     |                                                                  |
|                            | Copenaghen                       | primo               | 1º posto Nimzowitsch 9,5                                         |
| 1925                       |                                  |                     |                                                                  |
|                            | Baden-Baden                      | nono                | vince Alechin con 16. Nimzowitsch 11                             |
|                            | Mariánské Lázně                  | primo a pari merito | 1º posto Nimzowitsch e Rubinstein 11                             |
|                            | Breslavia                        | secondo             | vince Bogoljubov con 9,5. Nimzowitsch 7,5                        |
| 1926                       |                                  |                     |                                                                  |
|                            | Semmering                        | quarto              | vince Spielmann con 13. Nimzowitsch e Tartakover 11,5            |
|                            | Dresda                           | primo               | 1º posto Nimzowitsch 8,5.                                        |
|                            | Hannover                         | primo               | 1º posto Nimzowitsch 6,5.                                        |
| 1927                       |                                  |                     |                                                                  |
|                            | New York                         | terzo               | vince Capablanca con 14. Nimzowitsch e Tartakover 10,5           |
|                            | Berlino                          | secondo-terzo       | vince Brinckmann con 6,5. Nimzowitsch 6                          |
|                            | Copenaghen                       | secondo             | vince Maróczy con 4. Nimzowitsch e Ruben 3,5.                    |
|                            | Niendorf                         | primo a pari merito | 1º posto Nimzowitsch e Tartakover 5,5                            |
|                            | Londra                           | primo a pari merito | 1º posto Nimzowitsch e Tartakover 8                              |
| Torneo                     | Londra                           | primo               | 1º posto Nimzowitsch 8,5.                                        |
| 1928                       |                                  |                     |                                                                  |
| Torneo del Giubileo        | Berlino                          | primo               | 1º posto Nimzowitsch 10.                                         |
|                            | Bad Kissingen                    | quarto              | vince Bogoljubov con 8. Nimzowitsch 6                            |
| Torneo dei Campioni        | Berlino                          | secondo             | vince Capablanca con 8,5. Nimzowitsch 7                          |
| 1929                       |                                  |                     |                                                                  |
|                            | Karlovy Vary                     | primo               | 1º posto Nimzowitsch 15.                                         |
| 1930                       |                                  |                     |                                                                  |
|                            | Sanremo                          | secondo             | vince Alechin 14. Nimzowitsch 10,5.                              |
|                            | Liegi                            | terzo               | vince Tartakover 8,5. Nimzowitsch 6                              |
|                            | Francoforte sul Meno             | primo               | 1º posto Nimzowitsch 9,5.                                        |
| 1931                       |                                  |                     |                                                                  |
|                            | Bled                             | terzo               | vince Alechin 20,5. Nimzowitsch 14                               |
| 1933                       |                                  |                     |                                                                  |
|                            | Copenaghen                       | primo               | 1º posto Nimzowitsch 5,5                                         |
| Match con Gideon Ståhlberg | Göteborg                         | (+2 –4 =2)          | perso                                                            |
|                            | Stoccolma                        | secondo             | Vince Lundin con 7,5. Nimzowitsch 7                              |
| Match con Gösta Stoltz     | Göteborg                         | (+2 –1 =3)          | vinto                                                            |
|                            | Zurigo (ultimo torneo disputato) |                     | vince Alechin con 13. Nimzowitsch 9                              |

## Studi
Nimzowitsch ha anche composto alcuni studi e problemi. Ne vediamo un esempio nel seguente problema di matto in tre mosse:
|   | a | b | c | d | e | f | g | h |   |
| 8 | f8 torre del nero · g8 cavallo del nero · c7 cavallo del bianco · e7 cavallo del nero · f7 pedone del nero · g7 re del nero · a6 torre del bianco · e5 pedone del bianco · e3 pedone del bianco · a2 donna del bianco · c1 re del bianco · h1 torre del bianco | f8 torre del nero · g8 cavallo del nero · c7 cavallo del bianco · e7 cavallo del nero · f7 pedone del nero · g7 re del nero · a6 torre del bianco · e5 pedone del bianco · e3 pedone del bianco · a2 donna del bianco · c1 re del bianco · h1 torre del bianco | f8 torre del nero · g8 cavallo del nero · c7 cavallo del bianco · e7 cavallo del nero · f7 pedone del nero · g7 re del nero · a6 torre del bianco · e5 pedone del bianco · e3 pedone del bianco · a2 donna del bianco · c1 re del bianco · h1 torre del bianco | f8 torre del nero · g8 cavallo del nero · c7 cavallo del bianco · e7 cavallo del nero · f7 pedone del nero · g7 re del nero · a6 torre del bianco · e5 pedone del bianco · e3 pedone del bianco · a2 donna del bianco · c1 re del bianco · h1 torre del bianco | f8 torre del nero · g8 cavallo del nero · c7 cavallo del bianco · e7 cavallo del nero · f7 pedone del nero · g7 re del nero · a6 torre del bianco · e5 pedone del bianco · e3 pedone del bianco · a2 donna del bianco · c1 re del bianco · h1 torre del bianco | f8 torre del nero · g8 cavallo del nero · c7 cavallo del bianco · e7 cavallo del nero · f7 pedone del nero · g7 re del nero · a6 torre del bianco · e5 pedone del bianco · e3 pedone del bianco · a2 donna del bianco · c1 re del bianco · h1 torre del bianco | f8 torre del nero · g8 cavallo del nero · c7 cavallo del bianco · e7 cavallo del nero · f7 pedone del nero · g7 re del nero · a6 torre del bianco · e5 pedone del bianco · e3 pedone del bianco · a2 donna del bianco · c1 re del bianco · h1 torre del bianco | f8 torre del nero · g8 cavallo del nero · c7 cavallo del bianco · e7 cavallo del nero · f7 pedone del nero · g7 re del nero · a6 torre del bianco · e5 pedone del bianco · e3 pedone del bianco · a2 donna del bianco · c1 re del bianco · h1 torre del bianco | 8 |
| 7 | f8 torre del nero · g8 cavallo del nero · c7 cavallo del bianco · e7 cavallo del nero · f7 pedone del nero · g7 re del nero · a6 torre del bianco · e5 pedone del bianco · e3 pedone del bianco · a2 donna del bianco · c1 re del bianco · h1 torre del bianco | f8 torre del nero · g8 cavallo del nero · c7 cavallo del bianco · e7 cavallo del nero · f7 pedone del nero · g7 re del nero · a6 torre del bianco · e5 pedone del bianco · e3 pedone del bianco · a2 donna del bianco · c1 re del bianco · h1 torre del bianco | f8 torre del nero · g8 cavallo del nero · c7 cavallo del bianco · e7 cavallo del nero · f7 pedone del nero · g7 re del nero · a6 torre del bianco · e5 pedone del bianco · e3 pedone del bianco · a2 donna del bianco · c1 re del bianco · h1 torre del bianco | f8 torre del nero · g8 cavallo del nero · c7 cavallo del bianco · e7 cavallo del nero · f7 pedone del nero · g7 re del nero · a6 torre del bianco · e5 pedone del bianco · e3 pedone del bianco · a2 donna del bianco · c1 re del bianco · h1 torre del bianco | f8 torre del nero · g8 cavallo del nero · c7 cavallo del bianco · e7 cavallo del nero · f7 pedone del nero · g7 re del nero · a6 torre del bianco · e5 pedone del bianco · e3 pedone del bianco · a2 donna del bianco · c1 re del bianco · h1 torre del bianco | f8 torre del nero · g8 cavallo del nero · c7 cavallo del bianco · e7 cavallo del nero · f7 pedone del nero · g7 re del nero · a6 torre del bianco · e5 pedone del bianco · e3 pedone del bianco · a2 donna del bianco · c1 re del bianco · h1 torre del bianco | f8 torre del nero · g8 cavallo del nero · c7 cavallo del bianco · e7 cavallo del nero · f7 pedone del nero · g7 re del nero · a6 torre del bianco · e5 pedone del bianco · e3 pedone del bianco · a2 donna del bianco · c1 re del bianco · h1 torre del bianco | f8 torre del nero · g8 cavallo del nero · c7 cavallo del bianco · e7 cavallo del nero · f7 pedone del nero · g7 re del nero · a6 torre del bianco · e5 pedone del bianco · e3 pedone del bianco · a2 donna del bianco · c1 re del bianco · h1 torre del bianco | 7 |
| 6 | f8 torre del nero · g8 cavallo del nero · c7 cavallo del bianco · e7 cavallo del nero · f7 pedone del nero · g7 re del nero · a6 torre del bianco · e5 pedone del bianco · e3 pedone del bianco · a2 donna del bianco · c1 re del bianco · h1 torre del bianco | f8 torre del nero · g8 cavallo del nero · c7 cavallo del bianco · e7 cavallo del nero · f7 pedone del nero · g7 re del nero · a6 torre del bianco · e5 pedone del bianco · e3 pedone del bianco · a2 donna del bianco · c1 re del bianco · h1 torre del bianco | f8 torre del nero · g8 cavallo del nero · c7 cavallo del bianco · e7 cavallo del nero · f7 pedone del nero · g7 re del nero · a6 torre del bianco · e5 pedone del bianco · e3 pedone del bianco · a2 donna del bianco · c1 re del bianco · h1 torre del bianco | f8 torre del nero · g8 cavallo del nero · c7 cavallo del bianco · e7 cavallo del nero · f7 pedone del nero · g7 re del nero · a6 torre del bianco · e5 pedone del bianco · e3 pedone del bianco · a2 donna del bianco · c1 re del bianco · h1 torre del bianco | f8 torre del nero · g8 cavallo del nero · c7 cavallo del bianco · e7 cavallo del nero · f7 pedone del nero · g7 re del nero · a6 torre del bianco · e5 pedone del bianco · e3 pedone del bianco · a2 donna del bianco · c1 re del bianco · h1 torre del bianco | f8 torre del nero · g8 cavallo del nero · c7 cavallo del bianco · e7 cavallo del nero · f7 pedone del nero · g7 re del nero · a6 torre del bianco · e5 pedone del bianco · e3 pedone del bianco · a2 donna del bianco · c1 re del bianco · h1 torre del bianco | f8 torre del nero · g8 cavallo del nero · c7 cavallo del bianco · e7 cavallo del nero · f7 pedone del nero · g7 re del nero · a6 torre del bianco · e5 pedone del bianco · e3 pedone del bianco · a2 donna del bianco · c1 re del bianco · h1 torre del bianco | f8 torre del nero · g8 cavallo del nero · c7 cavallo del bianco · e7 cavallo del nero · f7 pedone del nero · g7 re del nero · a6 torre del bianco · e5 pedone del bianco · e3 pedone del bianco · a2 donna del bianco · c1 re del bianco · h1 torre del bianco | 6 |
| 5 | f8 torre del nero · g8 cavallo del nero · c7 cavallo del bianco · e7 cavallo del nero · f7 pedone del nero · g7 re del nero · a6 torre del bianco · e5 pedone del bianco · e3 pedone del bianco · a2 donna del bianco · c1 re del bianco · h1 torre del bianco | f8 torre del nero · g8 cavallo del nero · c7 cavallo del bianco · e7 cavallo del nero · f7 pedone del nero · g7 re del nero · a6 torre del bianco · e5 pedone del bianco · e3 pedone del bianco · a2 donna del bianco · c1 re del bianco · h1 torre del bianco | f8 torre del nero · g8 cavallo del nero · c7 cavallo del bianco · e7 cavallo del nero · f7 pedone del nero · g7 re del nero · a6 torre del bianco · e5 pedone del bianco · e3 pedone del bianco · a2 donna del bianco · c1 re del bianco · h1 torre del bianco | f8 torre del nero · g8 cavallo del nero · c7 cavallo del bianco · e7 cavallo del nero · f7 pedone del nero · g7 re del nero · a6 torre del bianco · e5 pedone del bianco · e3 pedone del bianco · a2 donna del bianco · c1 re del bianco · h1 torre del bianco | f8 torre del nero · g8 cavallo del nero · c7 cavallo del bianco · e7 cavallo del nero · f7 pedone del nero · g7 re del nero · a6 torre del bianco · e5 pedone del bianco · e3 pedone del bianco · a2 donna del bianco · c1 re del bianco · h1 torre del bianco | f8 torre del nero · g8 cavallo del nero · c7 cavallo del bianco · e7 cavallo del nero · f7 pedone del nero · g7 re del nero · a6 torre del bianco · e5 pedone del bianco · e3 pedone del bianco · a2 donna del bianco · c1 re del bianco · h1 torre del bianco | f8 torre del nero · g8 cavallo del nero · c7 cavallo del bianco · e7 cavallo del nero · f7 pedone del nero · g7 re del nero · a6 torre del bianco · e5 pedone del bianco · e3 pedone del bianco · a2 donna del bianco · c1 re del bianco · h1 torre del bianco | f8 torre del nero · g8 cavallo del nero · c7 cavallo del bianco · e7 cavallo del nero · f7 pedone del nero · g7 re del nero · a6 torre del bianco · e5 pedone del bianco · e3 pedone del bianco · a2 donna del bianco · c1 re del bianco · h1 torre del bianco | 5 |
| 4 | f8 torre del nero · g8 cavallo del nero · c7 cavallo del bianco · e7 cavallo del nero · f7 pedone del nero · g7 re del nero · a6 torre del bianco · e5 pedone del bianco · e3 pedone del bianco · a2 donna del bianco · c1 re del bianco · h1 torre del bianco | f8 torre del nero · g8 cavallo del nero · c7 cavallo del bianco · e7 cavallo del nero · f7 pedone del nero · g7 re del nero · a6 torre del bianco · e5 pedone del bianco · e3 pedone del bianco · a2 donna del bianco · c1 re del bianco · h1 torre del bianco | f8 torre del nero · g8 cavallo del nero · c7 cavallo del bianco · e7 cavallo del nero · f7 pedone del nero · g7 re del nero · a6 torre del bianco · e5 pedone del bianco · e3 pedone del bianco · a2 donna del bianco · c1 re del bianco · h1 torre del bianco | f8 torre del nero · g8 cavallo del nero · c7 cavallo del bianco · e7 cavallo del nero · f7 pedone del nero · g7 re del nero · a6 torre del bianco · e5 pedone del bianco · e3 pedone del bianco · a2 donna del bianco · c1 re del bianco · h1 torre del bianco | f8 torre del nero · g8 cavallo del nero · c7 cavallo del bianco · e7 cavallo del nero · f7 pedone del nero · g7 re del nero · a6 torre del bianco · e5 pedone del bianco · e3 pedone del bianco · a2 donna del bianco · c1 re del bianco · h1 torre del bianco | f8 torre del nero · g8 cavallo del nero · c7 cavallo del bianco · e7 cavallo del nero · f7 pedone del nero · g7 re del nero · a6 torre del bianco · e5 pedone del bianco · e3 pedone del bianco · a2 donna del bianco · c1 re del bianco · h1 torre del bianco | f8 torre del nero · g8 cavallo del nero · c7 cavallo del bianco · e7 cavallo del nero · f7 pedone del nero · g7 re del nero · a6 torre del bianco · e5 pedone del bianco · e3 pedone del bianco · a2 donna del bianco · c1 re del bianco · h1 torre del bianco | f8 torre del nero · g8 cavallo del nero · c7 cavallo del bianco · e7 cavallo del nero · f7 pedone del nero · g7 re del nero · a6 torre del bianco · e5 pedone del bianco · e3 pedone del bianco · a2 donna del bianco · c1 re del bianco · h1 torre del bianco | 4 |
| 3 | f8 torre del nero · g8 cavallo del nero · c7 cavallo del bianco · e7 cavallo del nero · f7 pedone del nero · g7 re del nero · a6 torre del bianco · e5 pedone del bianco · e3 pedone del bianco · a2 donna del bianco · c1 re del bianco · h1 torre del bianco | f8 torre del nero · g8 cavallo del nero · c7 cavallo del bianco · e7 cavallo del nero · f7 pedone del nero · g7 re del nero · a6 torre del bianco · e5 pedone del bianco · e3 pedone del bianco · a2 donna del bianco · c1 re del bianco · h1 torre del bianco | f8 torre del nero · g8 cavallo del nero · c7 cavallo del bianco · e7 cavallo del nero · f7 pedone del nero · g7 re del nero · a6 torre del bianco · e5 pedone del bianco · e3 pedone del bianco · a2 donna del bianco · c1 re del bianco · h1 torre del bianco | f8 torre del nero · g8 cavallo del nero · c7 cavallo del bianco · e7 cavallo del nero · f7 pedone del nero · g7 re del nero · a6 torre del bianco · e5 pedone del bianco · e3 pedone del bianco · a2 donna del bianco · c1 re del bianco · h1 torre del bianco | f8 torre del nero · g8 cavallo del nero · c7 cavallo del bianco · e7 cavallo del nero · f7 pedone del nero · g7 re del nero · a6 torre del bianco · e5 pedone del bianco · e3 pedone del bianco · a2 donna del bianco · c1 re del bianco · h1 torre del bianco | f8 torre del nero · g8 cavallo del nero · c7 cavallo del bianco · e7 cavallo del nero · f7 pedone del nero · g7 re del nero · a6 torre del bianco · e5 pedone del bianco · e3 pedone del bianco · a2 donna del bianco · c1 re del bianco · h1 torre del bianco | f8 torre del nero · g8 cavallo del nero · c7 cavallo del bianco · e7 cavallo del nero · f7 pedone del nero · g7 re del nero · a6 torre del bianco · e5 pedone del bianco · e3 pedone del bianco · a2 donna del bianco · c1 re del bianco · h1 torre del bianco | f8 torre del nero · g8 cavallo del nero · c7 cavallo del bianco · e7 cavallo del nero · f7 pedone del nero · g7 re del nero · a6 torre del bianco · e5 pedone del bianco · e3 pedone del bianco · a2 donna del bianco · c1 re del bianco · h1 torre del bianco | 3 |
| 2 | f8 torre del nero · g8 cavallo del nero · c7 cavallo del bianco · e7 cavallo del nero · f7 pedone del nero · g7 re del nero · a6 torre del bianco · e5 pedone del bianco · e3 pedone del bianco · a2 donna del bianco · c1 re del bianco · h1 torre del bianco | f8 torre del nero · g8 cavallo del nero · c7 cavallo del bianco · e7 cavallo del nero · f7 pedone del nero · g7 re del nero · a6 torre del bianco · e5 pedone del bianco · e3 pedone del bianco · a2 donna del bianco · c1 re del bianco · h1 torre del bianco | f8 torre del nero · g8 cavallo del nero · c7 cavallo del bianco · e7 cavallo del nero · f7 pedone del nero · g7 re del nero · a6 torre del bianco · e5 pedone del bianco · e3 pedone del bianco · a2 donna del bianco · c1 re del bianco · h1 torre del bianco | f8 torre del nero · g8 cavallo del nero · c7 cavallo del bianco · e7 cavallo del nero · f7 pedone del nero · g7 re del nero · a6 torre del bianco · e5 pedone del bianco · e3 pedone del bianco · a2 donna del bianco · c1 re del bianco · h1 torre del bianco | f8 torre del nero · g8 cavallo del nero · c7 cavallo del bianco · e7 cavallo del nero · f7 pedone del nero · g7 re del nero · a6 torre del bianco · e5 pedone del bianco · e3 pedone del bianco · a2 donna del bianco · c1 re del bianco · h1 torre del bianco | f8 torre del nero · g8 cavallo del nero · c7 cavallo del bianco · e7 cavallo del nero · f7 pedone del nero · g7 re del nero · a6 torre del bianco · e5 pedone del bianco · e3 pedone del bianco · a2 donna del bianco · c1 re del bianco · h1 torre del bianco | f8 torre del nero · g8 cavallo del nero · c7 cavallo del bianco · e7 cavallo del nero · f7 pedone del nero · g7 re del nero · a6 torre del bianco · e5 pedone del bianco · e3 pedone del bianco · a2 donna del bianco · c1 re del bianco · h1 torre del bianco | f8 torre del nero · g8 cavallo del nero · c7 cavallo del bianco · e7 cavallo del nero · f7 pedone del nero · g7 re del nero · a6 torre del bianco · e5 pedone del bianco · e3 pedone del bianco · a2 donna del bianco · c1 re del bianco · h1 torre del bianco | 2 |
| 1 | f8 torre del nero · g8 cavallo del nero · c7 cavallo del bianco · e7 cavallo del nero · f7 pedone del nero · g7 re del nero · a6 torre del bianco · e5 pedone del bianco · e3 pedone del bianco · a2 donna del bianco · c1 re del bianco · h1 torre del bianco | f8 torre del nero · g8 cavallo del nero · c7 cavallo del bianco · e7 cavallo del nero · f7 pedone del nero · g7 re del nero · a6 torre del bianco · e5 pedone del bianco · e3 pedone del bianco · a2 donna del bianco · c1 re del bianco · h1 torre del bianco | f8 torre del nero · g8 cavallo del nero · c7 cavallo del bianco · e7 cavallo del nero · f7 pedone del nero · g7 re del nero · a6 torre del bianco · e5 pedone del bianco · e3 pedone del bianco · a2 donna del bianco · c1 re del bianco · h1 torre del bianco | f8 torre del nero · g8 cavallo del nero · c7 cavallo del bianco · e7 cavallo del nero · f7 pedone del nero · g7 re del nero · a6 torre del bianco · e5 pedone del bianco · e3 pedone del bianco · a2 donna del bianco · c1 re del bianco · h1 torre del bianco | f8 torre del nero · g8 cavallo del nero · c7 cavallo del bianco · e7 cavallo del nero · f7 pedone del nero · g7 re del nero · a6 torre del bianco · e5 pedone del bianco · e3 pedone del bianco · a2 donna del bianco · c1 re del bianco · h1 torre del bianco | f8 torre del nero · g8 cavallo del nero · c7 cavallo del bianco · e7 cavallo del nero · f7 pedone del nero · g7 re del nero · a6 torre del bianco · e5 pedone del bianco · e3 pedone del bianco · a2 donna del bianco · c1 re del bianco · h1 torre del bianco | f8 torre del nero · g8 cavallo del nero · c7 cavallo del bianco · e7 cavallo del nero · f7 pedone del nero · g7 re del nero · a6 torre del bianco · e5 pedone del bianco · e3 pedone del bianco · a2 donna del bianco · c1 re del bianco · h1 torre del bianco | f8 torre del nero · g8 cavallo del nero · c7 cavallo del bianco · e7 cavallo del nero · f7 pedone del nero · g7 re del nero · a6 torre del bianco · e5 pedone del bianco · e3 pedone del bianco · a2 donna del bianco · c1 re del bianco · h1 torre del bianco | 1 |
|   | a | b | c | d | e | f | g | h |   |

Soluzione:
1. Tg6!+

1. ...Cxg6 2. Dxf7+! Txf7 3. Ce6#

  (2. ...Rxf7 3. Th7#)

1. ...fxg6 2. Df7+! Txf7 3. Ce6#

## Opere
- Il mio sistema. Milano, Mursia, 1975; Cesena, Caissa Italia, 2005 (ISBN 88-88756-29-9) Terza edizione 2016 ISBN 978-88-6729-011-6
- La pratica del mio sistema. Milano, Mursia, 1987; Cesena, Caissa Italia, 2010. ISBN 978-88-88756-78-3.
- Il blocco ed altri scritti che rivoluzionarono il gioco degli scacchi, Prisma, 1993.
- Il torneo internazionale di Karlsbad 1929, Edizione Ediscere, 2006.